# بارتین
بارتین (به ترکی استانبولی: Bartın) شهری است در کشور ترکیه که در استان بارتین واقع شده‌است. جمعیت این شهر بر اساس سرشماری سال ۲۰۰۸ میلادی ۴۷٬۹۹۹ نفر و بر اساس برآوردهای سال ۲۰۰۹ میلادی ۵۱٬۶۴۰ نفر می‌باشد.